# Хронологија СФРЈ и СКЈ април 1982.
Хронолошки преглед важнијих догађаја везаних за друштвено-политичка дешавања у Социјалистичкој Федеративној Републици Југославији (СФРЈ) и деловање Савез комуниста Југославије (СКЈ), као и општа политичка, друштвена, спортска и културна дешавања која су се догодила у току априла месеца 1982. године.
| ← март | ← март | ← март | ← март | ← март | ← март | ← март | ← март | Хронологија СФРЈ током 1990. | Хронологија СФРЈ током 1990. | Хронологија СФРЈ током 1990. | Хронологија СФРЈ током 1990. | Хронологија СФРЈ током 1990. | Хронологија СФРЈ током 1990. | Хронологија СФРЈ током 1990. | Хронологија СФРЈ током 1990. | Хронологија СФРЈ током 1990. | Хронологија СФРЈ током 1990. | Хронологија СФРЈ током 1990. | Хронологија СФРЈ током 1990. | Хронологија СФРЈ током 1990. | Хронологија СФРЈ током 1990. | мај → | мај → | мај → | мај → | мај → | мај → | мај → | мај → |
| Ч      | П      | С      | Н      | П      | У      | С      | Ч      | П                            | С                            | Н                            | П                            | У                            | С                            | Ч                            | П                            | С                            | Н                            | П                            | У                            | С                            | Ч                            | П     | С     | Н     | П     | У     | С     | Ч     | П     |
| 1      | 2      | 3      | 4      | 5      | 6      | 7      | 8      | 9                            | 10                           | 11                           | 12                           | 13                           | 14                           | 15                           | 16                           | 17                           | 18                           | 19                           | 20                           | 21                           | 22                           | 23    | 24    | 25    | 26    | 27    | 28    | 29    | 30    |

## Догађаји

### 27. април
- У Сарајеву одржана конститутивна седница сва три већа Скупштине СР Босне и Херцеговине, на којој је за председника Скупштине, са једногодишњим мандатом, изабран Васо Гачић, а за потпредседника Златан Каравдић. За председнике скупштинских већа изабрани су – Емина Заимовић за председника Већа удруженог рада, Анте Будимир за председника Друштвено-политичког већа и Љубица Лазић за председника Већа општина. На истој седници, изабрани су чланови Извршног већа Скупштине и Председништва СР Босне и Херцеговине. За председника Извршног већа изабран је Сеид Маглајлија, а за потпредседника Мирко Шимић, док су за чланове Председништва СР БиХ изабрани – Мирко Вранић, Нијаз Дураковић, Петар Додик, Хајра Марјановић, Мунир Месиховић, Бранко Микулић, Миланко Реновица и Саво Чечур. За првог председника Председништва, са једногодишњим мандатом, изабран је Бранко Микулић.[1][2]
- У Титограду 27. и 28. априла одржан Осми конгрес Савеза комуниста Црне Горе, коме је присуствовао 271 делегат. Конгрес је отворио председник ЦК СК Црне Горе Војислав Срзентић, који је поднео реферат Актуелни задаци Савеза комуниста у даљем сцијалистичком самоуправном развоју СР Црне Горе, а присутне делегате је у име ЦК СКЈ поздравио Фадиљ Хоџа, члан Председништва ЦК СКЈ. На крају Конгреса изабран је нови Централни комитет од 55 чланова (26 мање од претходног). За председника Централног комитета изабран је Доброслав Ћулафић, а за секретара Велисав Вуксановић.[3][4][5]

### 28. април
- У Скопљу одржана конститутивна седница сва три већа Собрања СР Македоније, на којој је за председника Собрања, са једногодишњим мандатом, изабран Бошко Станковски, а за потпредседнике — Ката Јахтова, Мети Крлиу и Рамадан Мамут. За председнике скупштинских већа изабрани су – Илија Черепналковски за председника Већа удруженог рада, Ванчо Близнаковски за председника Друштвено-политичког већа и Сервет Салиу за председника Већа општина. На истој седници, изабрани су чланови Извршног већа Собрања и Председништва СР Македоније. За председника Извршног већа изабран је Драгољуб Ставрев, а за потпредседнике — Стојан Андов, Тахир Кадриу и Коча Тулевски, док су за чланове Председништва СР Македоније изабрани – Ванчо Апостолски, Филип Брајковски, Томе Буклески, Џемаил Вејсели, Фахри Каја, Благоје Попов, Благоје Талески и Ангел Чемерски. За првог председника Председништва, са једногодишњим мандатом, изабран је Ангел Чемерски.[6]

### 29. април
- У Београду одржана седница Председништва Савезне конференције Социјалистичког савеза радног народа Југославије на којој је дата подршка предлогу за нови састав Савезног извршног већа на челу са Милком Планинц.[7]